# 1010
1010（千十、せんじゅう）は自然数、また整数において、1009の次で1011の前の数である。

## 性質
- 1010は合成数であり、約数は1, 2, 5, 10, 101, 202, 505, 1010である。
  - 約数の和は1836。
  - 759番目の不足数である。1つ前は1009、次は1011。
- 139番目の楔数である。1つ前は1005、次は1015。
- 216番目のハーシャッド数である。1つ前は1008、次は1011。
  - 2を基とする5番目のハーシャッド数である。1つ前は200、次は1100。
  - 楔数がハーシャッド数になる32番目の数である。1つ前は1002、次は1015。
- 10102 + 1 = 1020101 であり、n 2 + 1 が素数になる114番目の数である。1つ前は1004、次は1036。(オンライン整数列大辞典の数列 A005574)
- 1/1010 = 0.00909… (下線部は循環節で長さは4)
  - 逆数が循環小数になる数で循環節が4になる9番目の数である。1つ前は909、次は1111。(オンライン整数列大辞典の数列 A069858)
- 1010 = 72 + 312 = 132 + 292
  - 異なる2つの平方数の和で表せる295番目の数である。1つ前は1009、次は1013。(オンライン整数列大辞典の数列 A004431)
  - 2つの平方数の和2通りで表せる61番目の数である。1つ前は1000、次は1037。
- 1010 = 12 + 152 + 282 = 52 + 122 + 292 = 52 + 162 + 272 = 92 + 202 + 232 = 132 + 202 + 212 = 152 + 162 + 232
  - 3つの平方数の和6通りで表せる74番目の数である。1つ前は966、次は1013。(オンライン整数列大辞典の数列 A025326)
  - 異なる3つの平方数の和6通りで表せる48番目の数である。1つ前は998、次は1013。(オンライン整数列大辞典の数列 A025344)
- 1010 = 13 + 13 + 23 + 103 = 13 + 43 + 63 + 93
  - 4つの正の数の立方数の和で表せる289番目の数である。1つ前は1008、次は1017。(オンライン整数列大辞典の数列 A003327)
- 1010 = 13 + 43 + 63 + 93
  - 異なる正の数の4つの立方数の和1通りで表せる78番目の数である。1つ前は1007、次は1017。(オンライン整数列大辞典の数列 A025408)
- 1010 = 103 + 10
  - n = 10 のときの n 3 + n の値とみたとき1つ前は738、次は1342。(オンライン整数列大辞典の数列 A034262)
- 同じ数を2つ並べてできる10番目の数である。1つ前は99、次は1111。(オンライン整数列大辞典の数列 A020338)
- 約数の和が1010になる数は1個ある。(1009) 約数の和1個で表せる173番目の数である。1つ前は998、次は1016。
- 各位の和が2になる8番目の数である。1つ前は1001、次は1100。

### 他の進数での性質
- 二進法の数としてみることができる10番目の数である。1つ前は1001、次は1011。(オンライン整数列大辞典の数列 A007088)
  - 1010(2) = 23 × 1 + 22 × 0 + 21 × 1 + 20 × 0 = 10
- 三進法の数としてみることができる30番目の数である。1つ前は1002、次は1011。(オンライン整数列大辞典の数列 A007089)
  - 1010(3) = 33 × 1 + 32 × 0 + 31 × 1 + 30 × 0 = 30
- 四進法の数としてみることができる68番目の数である。1つ前は1003、次は1011。(オンライン整数列大辞典の数列 A007090)
- 五進法の数としてみることができる130番目の数である。1つ前は1004、次は1011。(オンライン整数列大辞典の数列 A007091)
- 六進法の数としてみることができる222番目の数である。1つ前は1005、次は1011。(オンライン整数列大辞典の数列 A007092)
- 七進法の数としてみることができる350番目の数である。1つ前は1006、次は1011。(オンライン整数列大辞典の数列 A007093)

## その他 1010 に関連すること
- 1010系、1010形を称する鉄道車両
- 「せん・じゅ」と読めることから、北千住駅前のシアター1010など千住の語呂合わせに使用されている。
- 「せん・とう」と読めることから、銭湯の語呂合わせに使用されている。
- 「とう・と」と読めることから、東都自動車グループが語呂合わせに使用している。
- 「とうとう」と読めることから、TOTOのお客様相談室などの電話番号に用いている。
- 10x10 テン・バイ・テンは、2018年のイギリスのスリラー映画。
- 朝日放送ラジオの周波数は1978年11月23日に1008kHzに変更されるまで1010kHzであった。